# Bill Ward

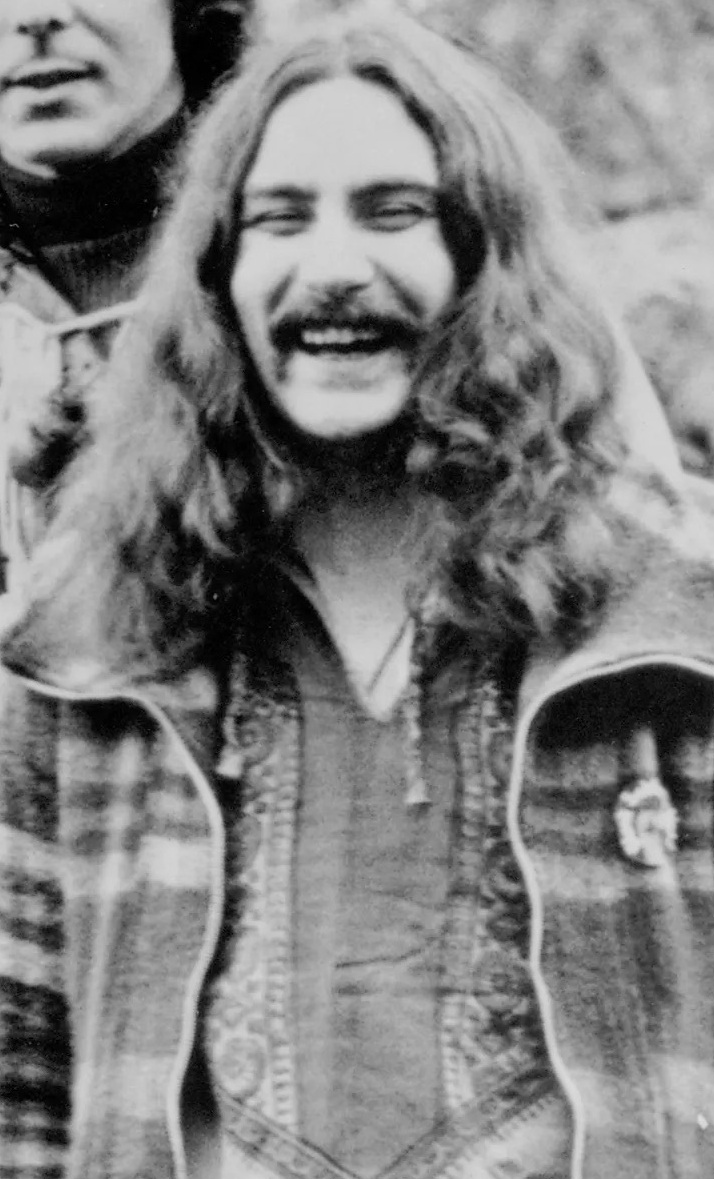
Bill Ward 1973

William Thomas „Bill“ Ward (* 5. Mai 1948 in Birmingham, England) ist ein britischer Schlagzeuger und Gründungsmitglied der Metal-Band Black Sabbath.

## Leben
Schon als Kleinkind trommelte er auf allem herum, was sich ihm anbot. Im Alter von 15 Jahren begann er in lokalen, weitgehend unbekannten Bands zu spielen. 1964 traf er auf den Gitarristen Tony Iommi, mit dem er die Band Mythology gründete. Wenige Zeit später wurden die beiden durch eine Zeitungsannonce auf den Sänger Ozzy Osbourne und den Bassisten Terry "Geezer" Butler aufmerksam, mit denen sie die Polka Tulk Blues Band formierten. Jene wurde später auf den Namen Black Sabbath umbenannt, unter dem die Band riesige Erfolge hatte.

In den Anfangsjahren bei Black Sabbath spielte Bill Ward ein Set, das dem von Buddy Rich entsprach. Es war ein Slingerland in der Konfiguration Bass Drum, Snare Drum, ein Hänge-Tom, 2 Stand-Toms, ebenfalls in der Farbe White Marine Pearl. Ebenso verwendete er die gleichen 4 Becken, wobei sich das Splash-Becken auch an gleicher Position befand. Später erweiterte er dieses zu einem Doublebassschlagzeug.
Im Jahre 1980 verließ Ward während der „Heaven-and-Hell-Tour“ offiziell die Band, allerdings war er ab 1983 wieder ab und zu für Black Sabbath im Studio tätig.
1985 gründete er die Band England's Glory, die allerdings ein Jahr später in Bill Ward Band umbenannt wurde. Das Debüt der Gruppe erschien 1989, man ging auf Tour, hatte allerdings nur mäßigen Erfolg.
1997 wurde Black Sabbath mit den Urmitgliedern wiedergegründet, auch Ward spielte wieder bei den Briten.
Bei den Vorbereitungen auf die Reunionstournee erlitt er einen schwachen Herzinfarkt, von dem er sich allerdings wieder vollständig erholt hat. 2000 bekam Black Sabbath den Grammy.
Bill Ward war auch bei den Soloprojekten seines Freundes und Bandmitglieds Tony Iommi tätig.
2011 verkündeten Black Sabbath ihre Wiedervereinigung. Jedoch verließ Bill Ward die Gruppe Anfang 2012 wieder. Er veröffentlichte daraufhin ein Statement, in dem er diesen Schritt damit begründete, man habe ihm einen zweiten Schlagzeuger zur Verfügung stellen lassen, der die meisten Lieder eines Konzertes spiele. Ozzy Osbourne sagte daraufhin, Ward habe „unglaubliches Übergewicht“. Er erklärte jedoch, dass Ward jederzeit zurückkehren könne und ihm „die Türen immer offenstehen“. Ward leugnete jedoch seinen schlechten gesundheitlichen Zustand und stellte die Forderung, ein volles Set spielen zu können.
Der Rolling Stone listete Ward 2016 auf Rang 42 der 100 größten Schlagzeuger aller Zeiten.

## Diskografie

### Alben
- 1990: Ward One: Along the Way
- 1997: When The Bow Breaks
- 2007: Living Naked (Re-Release von Ward One)
- 2015: Accountable Beasts